# Kharab Shams
Koordinaten: 36° 20′ 22″ N, 36° 56′ 34″ O
Kharab Shams, (arabisch خراب الشمس, DMG Ḫarāb aš-Šams) auch Kharab al-Shams, Kharab Shems; war eine frühbyzantinische Siedlung im Gebiet der Toten Städte im Nordwesten von Syrien. Auf dem Ruinengelände ist eine ungewöhnlich hohe Basilika aus dem Ende des 4. Jahrhunderts erhalten, die wegen ihrer Säulenarkaden den Beinamen „Stelzenkirche“ trägt.

## Lage
Kharab Shams liegt im Gouvernement Aleppo, etwa 26 Kilometer Luftlinie nordwestlich von Aleppo im südlichen Bereich des Dschebel Siman. Das verkarstete Hügelgebiet ist ein Teil des nordsyrischen Kalksteinmassivs. Etwa fünf Kilometer Luftlinie entfernt nach Norden befand sich auf dem zentralen Hügelplateau Kaprobarada, heute Brad, das antike Verwaltungszentrum der Region. Kharab Shams ist über das an der Hauptstrecke von Aleppo nach Afrin gelegene Deir Seman erreichbar. Von hier windet sich eine Nebenstraße nach Nordosten in die Berge, zunächst nach Basufan, dann zu weiteren, in frühbyzantinischer Zeit besiedelten Orten: Burj Haidar mit mehreren Kirchenruinen und Fafertin mit der ältesten Kirche Westsyriens. 

## Ortsbild
Die Kirche ist inmitten der aus Kalksteinquadern bestehenden Siedlungsreste aus der Ferne auf freiem Feld wenig unterhalb einer Hügelkuppe zu sehen. Die Landschaft ist nahezu baumlos und von Felsbrocken übersät, nur in flachen Mulden lässt die dünne Bodenschicht den Anbau von Getreide zu. Auf dem Gipfel des Hügels sind die Außenwände einer einschiffigen Kapelle aus dem 6. Jahrhundert erhalten, die möglicherweise zu einem Kloster gehörte. Weitere Gebäudereste und eine Nekropole zeigen einen größeren Ort, der bereits in römischer Zeit besiedelt war und dessen Blütezeit zwischen dem 4. und 7. Jahrhundert lag.

### Basilika

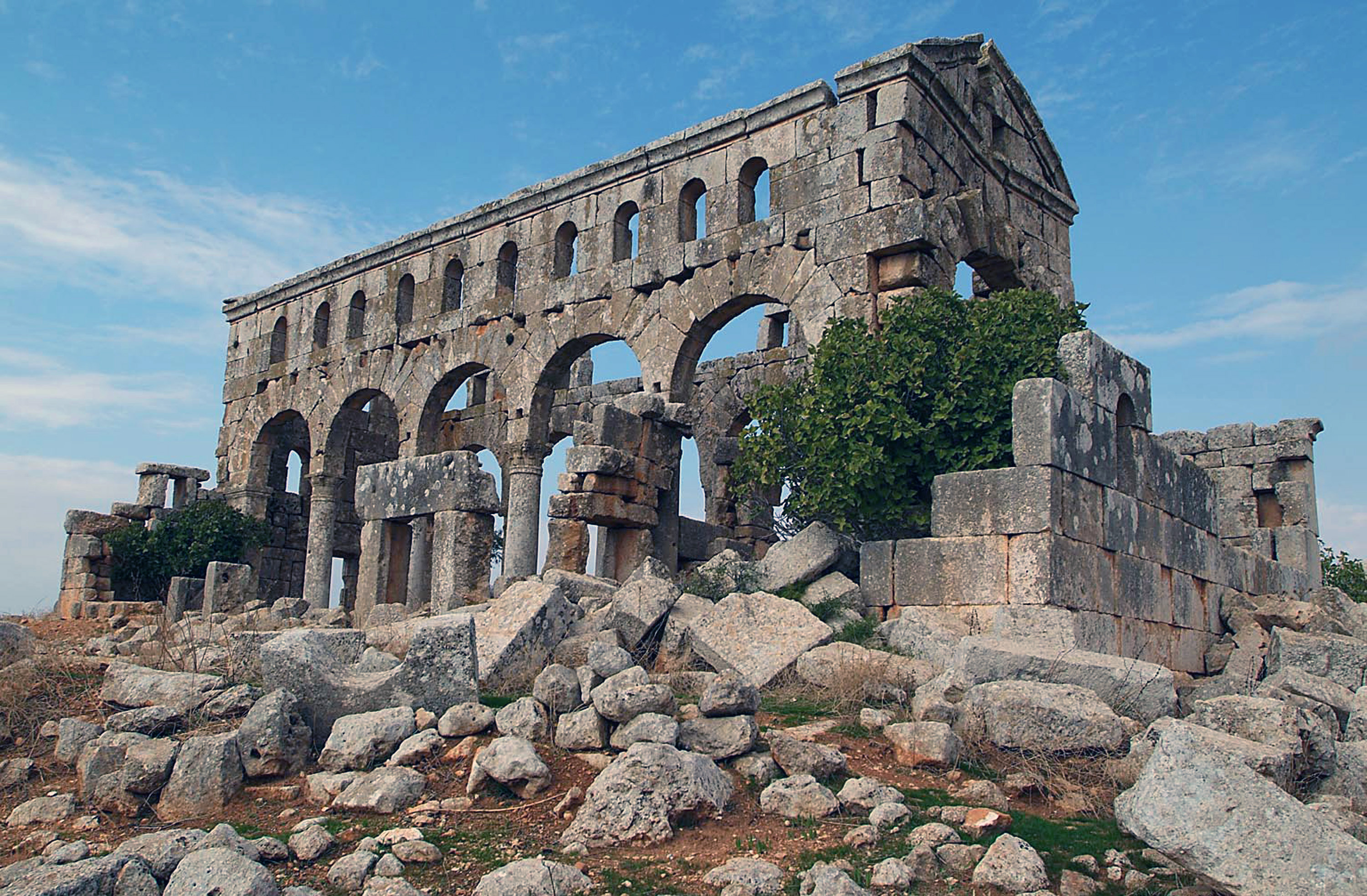
Basilika von Südosten. Vor dem erhaltenen Obergaden ist noch die Lage der verschwundenen südlichen Außenmauer zu erkennen.

Es ist eine dreischiffige Säulenbasilika, deren fünf Jochbögen der beiden Hochwände des Mittelschiffs auf vier Säulen und an den Wänden auf Pilastern ruhen. Der Baustil und wohl auch die Bauzeit entsprechen der Basilika von Mushabbak aus der zweiten Hälfte des 5. Jahrhunderts. Howard Crosby Butler, der Kharab Shams um 1900 als Leiter einer Expedition der amerikanischen Princeton University untersuchte, datierte die Kirche in das Ende des 4. Jahrhunderts. Im 6. Jahrhundert erfolgte ein Umbau. Nach seinen Plänen ist das Kirchenschiff 12,5 Meter breit und 19,2 Meter lang. Hinter der geschlossenen Ostwand lagen eine runde Apsis, die am Triumphbogen 4,3 Meter breit war, und zwei seitliche, mit 2,6 × 2,8 Meter nahezu quadratische Nebenräume. Der nördliche Nebenraum öffnete sich durch eine Tür zum Seitenschiff, der südliche Raum durch ein Portal mit einem Rundbogen. Dies entspricht der gängigen Aufteilung in ein Diakonikon im Norden und ein Martyrion (Reliquienkammer) im Süden der Apsis. Butler fand in der Mitte des Kirchenschiffs ein halbrundes Bema als erhöhten Sitz für den Klerus, das etwa 3,5 × 5 Meter maß. Über den fünf Arkadenbögen verläuft im Obergaden in doppelter Zahl eine Reihe von Rundbogenfenstern. Auch der Westgiebel sorgte wie in Mushabbak mit drei Fensterreihen großzügig für Licht im Innern. Bei beiden Kirchen wurde fast gänzlich auf die Dekoration der Außenfassade verzichtet.
Durch ein Erdbeben sind die Außenwände an den Längsseiten und die Apsis vollständig verschwunden. Erhalten blieben beide Giebel und die Wände des Mittelschiffs auf überlängt wirkenden Säulen, die mit ionischen, toskanischen und korinthischen Kapitellen abschließen. Es ist unklar, ob alle Kapitelle aus der ursprünglichen Bauzeit stammen. Zusammen mit den hufeisenförmig hochgezogenen Arkadenbögen vermitteln sie den Eindruck, das kopflastige Obergeschoss stünde auf Stelzen. Durch die nicht mehr vorhandenen Außenwände führten zwei Eingänge von der Südseite und jeweils ein Eingang von der Nord- und Westseite in den Kirchenraum. Im Westen war ein eingeschossiger Narthex vorgelagert, von dem noch vier Pfeiler mit Architravsteinen aufrecht stehen.